# Населення Гани
Населення Гани. Чисельність населення країни 2015 року становила 26,327 млн осіб (49-те місце у світі). Оцінка кількості населення цієї держави враховує ефекти зайвої смертності через захворювання на СНІД. Чисельність ганців стабільно збільшується, народжуваність 2015 року становила 31,09 ‰ (38-ме місце у світі), смертність — 7,22 ‰ (123-тє місце у світі), природний приріст — 2,18 % (41-ше місце у світі) . 

## Природний рух

### Відтворення
Народжуваність у Гані, станом на 2015 рік, дорівнює 31,09 ‰ (38-ме місце у світі). Коефіцієнт потенційної народжуваності 2015 року становив 4,06 дитини на одну жінку (36-те місце у світі). Рівень застосування контрацепції 19,5 % (станом на 2013 рік). Середній вік матері при народженні першої дитини становив 22,6 року, медіанний вік для жінок — 25—29 років (оцінка на 2014 рік).
Смертність у Гані 2015 року становила 7,22 ‰ (123-тє місце у світі).
Природний приріст населення в країні 2015 року становив 2,18 % (41-ше місце у світі).

### Вікова структура

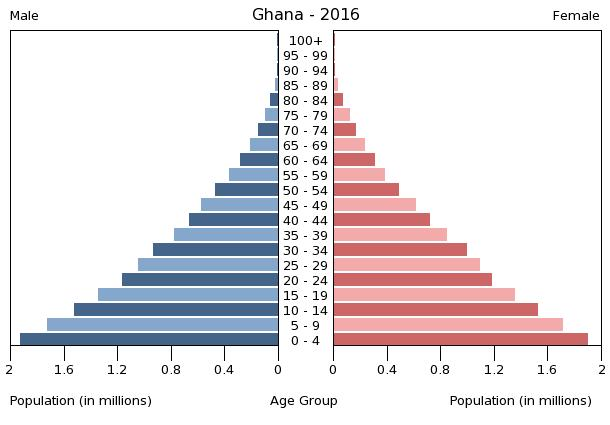
Віково-статева піраміда населення Гани, 2016 рік

Середній вік населення Гани становить 21 рік (185-те місце у світі): для чоловіків — 20,5, для жінок — 21,5 року. Очікувана середня тривалість життя 2015 року становила 66,18 року (172-ге місце у світі), для чоловіків — 63,76 року, для жінок — 68,66 року.
Вікова структура населення Гани, станом на 2015 рік, мала такий вигляд:
- діти віком до 14 років — 38,38 % (5 076 131 чоловік, 5 027 960 жінок);
- молодь віком 15—24 роки — 18,69 % (2 449 026 чоловіків, 2 472 756 жінок);
- дорослі віком 25—54 роки — 33,95 % (4 338 197 чоловіків, 4 598 796 жінок);
- особи передпохилого віку (55—64 роки) — 4,84 % (619 516 чоловіків, 654 720 жінок);
- особи похилого віку (65 років і старіші) — 4,14 % (505 056 чоловіків, 585 491 жінка)[1].

### Шлюбність— розлучуваність
Середній вік, коли чоловіки беруть перший шлюб, дорівнює 25,7 року, жінки — 21,0 року, загалом — 23,4 року (дані за 2008 рік).

## Розселення
Густота населення країни 2015 року становила 120,5 особи/км² (103-тє місце у світі).

### Урбанізація
Гана високоурбанізована країна. Рівень урбанізованості становить 54 % населення країни (станом на 2015 рік), темпи зростання частки міського населення — 3,4 % (оцінка тренду за 2010—2015 роки).
Головні міста держави: Кумасі — 2,599 млн осіб, Аккра (столиця) — 2,277 млн осіб (дані за 2015 рік).

### Міграції
Річний рівень еміграції 2015 року становив 2,02 ‰ (167-ме місце у світі). Цей показник не враховує різниці між законними і незаконними мігрантами, між біженцями, трудовими мігрантами та іншими.

#### Біженці й вимушені переселенці
Станом на 2015 рік, у країні постійно перебуває 10,8 біженців з Кот-д'Івуару, через збройні заворушення після оголошення результатів виборів 2010 року.
Гана є членом Міжнародної організації з міграції (IOM).

## Расово-етнічний склад
| Етнічний склад (2012 рік) | Етнічний склад (2012 рік) | Етнічний склад (2012 рік) | Етнічний склад (2012 рік) | Етнічний склад (2012 рік) |
| ------------------------- | ------------------------- | ------------------------- | ------------------------- | ------------------------- |
| Етнос:                    |                           |                           | Відсоток:                 |                           |
| акан                      | акан                      |                           | 47.5%                     | 47.5%                     |
| мосі                      | мосі                      |                           | 16.6%                     | 16.6%                     |
| еве                       | еве                       |                           | 13.9%                     | 13.9%                     |
| адангме                   | адангме                   |                           | 7.4%                      | 7.4%                      |
| ґурма                     | ґурма                     |                           | 5.7%                      | 5.7%                      |
| гуан                      | гуан                      |                           | 3.7%                      | 3.7%                      |
| грусі                     | грусі                     |                           | 2.5%                      | 2.5%                      |
| манде                     | манде                     |                           | 1.1%                      | 1.1%                      |
| інші                      | інші                      |                           | 1.4%                      | 1.4%                      |

Головні етноси країни: акан — 47,5 %, мосі — 16,6 %, еве — 13,9 %, адангме — 7,4 %, ґурма — 5,7 %, гуан — 3,7 %, грусі — 2,5 %, манде — 1,1 %, інші — 1,4 % населення (оціночні дані за 2010 рік).

## Мови
| Мови Гани (2010 рік) | Мови Гани (2010 рік) | Мови Гани (2010 рік) | Мови Гани (2010 рік) | Мови Гани (2010 рік) |
| -------------------- | -------------------- | -------------------- | -------------------- | -------------------- |
| Мова:                |                      |                      | Відсоток:            |                      |
| англійська           | англійська           |                      | %                    | %                    |
| ашанті               | ашанті               |                      | 16%                  | 16%                  |
| еве                  | еве                  |                      | 14%                  | 14%                  |
| фанте                | фанте                |                      | 11.6%                | 11.6%                |
| борон                | борон                |                      | 4.9%                 | 4.9%                 |
| дагбані              | дагбані              |                      | 4.4%                 | 4.4%                 |
| дангме               | дангме               |                      | 4.2%                 | 4.2%                 |
| дагарте              | дагарте              |                      | 3.9%                 | 3.9%                 |
| кокомба              | кокомба              |                      | 3.5%                 | 3.5%                 |
| акіем                | акіем                |                      | 3.2%                 | 3.2%                 |
| га                   | га                   |                      | 3.1%                 | 3.1%                 |
| інші                 | інші                 |                      | 31.2%                | 31.2%                |

Офіційна мова: англійська. Інші поширені мови: ашанті — розмовляє 16 % населення країни, еве — 14 %, фанте — 11,6 %, борон — 4,9 %, дагбані — 4,4 %, дангме — 4,2 %, дагарте — 3,9 %, кокомба — 3,5 %, акіем 3,2 %, га — 3,1 %, інші мови — 31,2 % (оцінка 2010 року).

## Релігії
| Релігії в Гані (2009 рік) | Релігії в Гані (2009 рік) | Релігії в Гані (2009 рік) | Релігії в Гані (2009 рік) | Релігії в Гані (2009 рік) |
| ------------------------- | ------------------------- | ------------------------- | ------------------------- | ------------------------- |
| Віросповідання:           |                           |                           | Відсоток:                 |                           |
| християни                 | християни                 |                           | 71.2%                     | 71.2%                     |
| мусульмани                | мусульмани                |                           | 17.6%                     | 17.6%                     |
| інші                      | інші                      |                           | 6%                        | 6%                        |
| атеїсти                   | атеїсти                   |                           | 5.2%                      | 5.2%                      |

Головні релігії й вірування, які сповідує, і конфесії та церковні організації, до яких відносить себе населення країни: християнство — 71,2 % (п'ятидесятництво/Charismatic 28,3 %, протестантизм — 18,4 %, католицтво — 13,1 %, інші — 11,4 %), іслам — 17,6 %, traditional 5,2 %, інші — 0,8 %, не сповідують жодної — 5,2 % (станом на 2010 рік).

## Освіта
Рівень письменності 2015 року становив 76,6 % дорослого населення (віком від 15 років): 82 % — серед чоловіків, 71,4 % — серед жінок.
Державні витрати на освіту становлять 6 % ВВП країни, станом на 2013 рік (13-те місце у світі). Середня тривалість освіти становить 11 років, для хлопців — до 12 років, для дівчат — до 11 років (станом на 2014 рік).

## Охорона здоров'я
Забезпеченість лікарями в країні на рівні 0,1 лікаря на 1000 мешканців (станом на 2010 рік). Забезпеченість лікарняними ліжками у стаціонарах — 0,9 ліжка на 1000 мешканців (станом на 2011 рік). Загальні витрати на охорону здоров'я 2014 року становили 3,6 % ВВП країни (133-тє місце у світі).
Смертність немовлят до 1 року, станом на 2015 рік, становила 37,37 ‰ (59-те місце у світі); хлопчиків — 41,39 ‰, дівчаток — 33,23 ‰. Рівень материнської смертності 2015 року становив 319 випадків на 100 тис. народжень (32-ге місце у світі).
Гана входить до складу ряду міжнародних організацій: Міжнародного руху (ICRM) і Міжнародної федерації товариств Червоного Хреста і Червоного Півмісяця (IFRCS), Дитячого фонду ООН (UNISEF), Всесвітньої організації охорони здоров'я (WHO).

### Захворювання
Потенційний рівень зараження інфекційними хворобами в країні дуже високий. Найпоширеніші інфекційні захворювання: діарея, гепатит А, черевний тиф, малярія, гарячка денге, жовта гарячка, шистосомози, менінгококовий менінгіт, сказ (станом на 2016 рік).
2014 року зареєстровано 250,2 тис. хворих на СНІД (23-тє місце у світі), це 1,47 % населення в репродуктивному віці 15—49 років (34-те місце у світі). Смертність 2014 року від цієї хвороби становила 9,2 тис. осіб (26-те місце у світі).
Частка дорослого населення з високим індексом маси тіла 2014 року становила 10,9 % (140-ве місце у світі); частка дітей віком до 5 років зі зниженою масою тіла становила 11 % (оцінка на 2014 рік). Ця статистика показує як власне стан харчування, так і наявну/гіпотетичну поширеність різних захворювань.

### Санітарія
Доступ до облаштованих джерел питної води 2015 року мало 92,6 % населення в містах і 84 % в сільській місцевості; загалом 88,7 % населення країни. Відсоток забезпеченості населення доступом до облаштованого водовідведення (каналізація, септик): у містах — 20,2 %, в сільській місцевості — 8,6 %, загалом по країні — 14,9 % (станом на 2015 рік). Споживання прісної води, станом на 2000 рік, дорівнює 0,98 км³ на рік, або 48,82 тонни на одного мешканця на рік: з яких 24 % припадає на побутові, 10 % — на промислові, 66 % — на сільськогосподарські потреби.

## Соціально-економічне становище
Співвідношення осіб, що в економічному плані залежать від інших, до осіб працездатного віку (15—64 роки) загалом становить 73 % (станом на 2015 рік): частка дітей — 67,2 %; частка осіб похилого віку — 5,9 %, або 17 потенційно працездатних на 1 пенсіонера. Загалом ці показники характеризують рівень потреби державної допомоги в секторах освіти, охорони здоров'я і пенсійного забезпечення, відповідно. За межею бідності 2013 року перебувало 24,2 % населення країни. Розподіл доходів домогосподарств у країні має такий вигляд: нижній дециль — 2 %, верхній дециль — 32,8 % (станом на 2006 рік).
Станом на 2014 рік, у країні 7,3 млн осіб не має доступу до електромереж; 72 % населення має доступ, в містах цей показник дорівнює 92 %, у сільській місцевості — 50 %. Рівень проникнення інтернет-технологій низький. Станом на липень 2015 року в країні налічувалось 6,181 млн унікальних інтернет-користувачів (68-ме місце у світі), що становило 23,5 % загальної кількості населення країни.

### Трудові ресурси
Загальні трудові ресурси 2015 року становили 11,54 млн осіб (51-ше місце у світі). Зайнятість економічно активного населення у господарстві країни розподіляється таким чином: аграрне, лісове і рибне господарства — 44,7 %; промисловість і будівництво — 14,4 %; сфера послуг — 40,9 % (станом на 2013 рік). 1,806 млн дітей у віці від 5 до 14 років (34 % загальної кількості) 2006 року були залучені до дитячої праці. Безробіття 2013 року дорівнювало 5,2 % працездатного населення (55-те місце у світі); серед молоді у віці 15—24 років ця частка становила 11,2 %, серед юнаків — 10,2 %, серед дівчат — 12 %

## Кримінал

### Наркотики

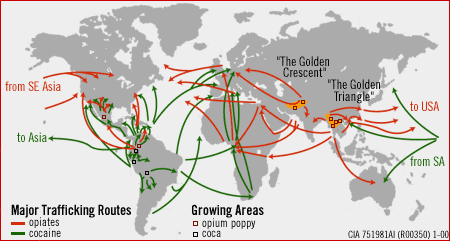
Світові маршрути наркотрафіку

Нелегальний виробник марихуани на міжнародний ринок; значний транзитний хаб героїну з Південно-Західної й Південно-Східної Азії, південноамериканського кокаїну до Європи й США; значне внутрішнє споживання кокаїну й марихуани; великі внутрішні проблеми з криміналом і відмиванням грошей, проте нерозвинена фінансова система обмежує розмір проблеми.

### Торгівля людьми
Згідно зі щорічною доповіддю про торгівлю людьми (англ. Trafficking in Persons Report) Управління з моніторингу та боротьби з торгівлею людьми Державного департаменту США, уряд Гани докладає значних зусиль у боротьбі з явищем примусової праці, сексуальної експлуатації, незаконною торгівлею внутрішніми органами, але законодавство відповідає мінімальним вимогам американського закону 2000 року щодо захисту жертв (англ. Trafficking Victims Protection Act’s) не повною мірою, країна перебуває у списку другого рівня.

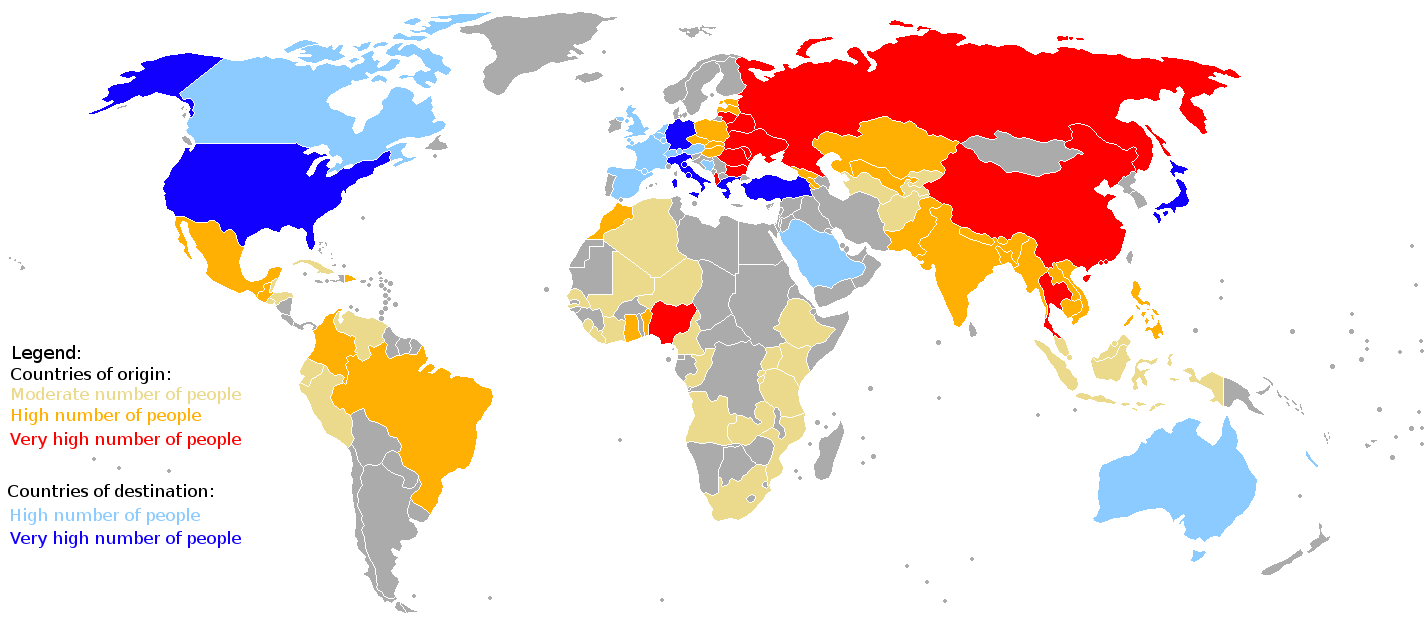
Країни-донори (червоний) і країни-реципієнти кримінальних потоків  (англ.)
Глобальна боротьба з торгівлею людьми (англ.)

## Гендерний стан
Статеве співвідношення (оцінка 2015 року):
- при народженні — 1,03 особи чоловічої статі на 1 особу жіночої;
- у віці до 14 років — 1,01 особи чоловічої статі на 1 особу жіночої;
- у віці 15—24 років — 0,99 особи чоловічої статі на 1 особу жіночої;
- у віці 25—54 років — 0,94 особи чоловічої статі на 1 особу жіночої;
- у віці 55—64 років — 0,95 особи чоловічої статі на 1 особу жіночої;
- у віці за 64 роки — 0,86 особи чоловічої статі на 1 особу жіночої;
- загалом — 0,97 особи чоловічої статі на 1 особу жіночої[1].

## Демографічні дослідження
Демографічні дослідження у країні ведуться рядом державних і наукових установ:

### Українською
- Атлас. 10—11 клас. Економічна і соціальна географія світу / упорядники :  О. Я. Скуратович, Н. І. Чанцева. — К. : ДНВП «Картографія», 2010. — ISBN 978-966-475-639-3.
- Атлас світу / голов. ред. І. С. Руденко ; зав. ред. В. В. Радченко ; відп. ред. О. В. Вакуленко. — К. : ДНВП «Картографія», 2005. — 336 с. — ISBN 9666315467.
- Безуглий В. В. Економічна і соціальна географія зарубіжних країн : Навчальний посібник. — К. : ВЦ «Академія», 2007. — 704 с. — ISBN 978-966-580-239-6.
- Безуглий В. В., Козинець С. В. Регіональна економічна і соціальна географія світу : Навчальний посібник. — видання 2-ге, доп., перероб. — К. : ВЦ «Академія», 2007. — 688 с. — ISBN 966-580-144-9.
- Головченко В. І., Кравчук О. Країнознавство: Азія, Африка, Латинська Америка, Австралія і Океанія. — К., 2006. — 335 с. — ISBN 966-8939-04-2.
- Гудзеляк І. І. Географія населення: Навчальний посібник / І. Гудзеляк. — Л. : Видавничий центр ЛНУ імені Івана Франка, 2008. — 232 с. — ISBN 978-966-613-599-8.
- Дахно І. І. Країни світу: Енциклопедичний довідник / І. І. Дахно, С. М. Тимофієв. — К. : Мапа, 2011. — 606 с. — (Бібліотека нового українця) — ISBN 978-966-8804-23-6.
- Дахно І. І. Економічна географія зарубіжних країн : навчальний посібник. — К. : Центр учбової літератури, 2014. — 319 с. — ISBN 978-611-01-0682-5.
- Джаман В. О. Регіональні системи розселення: демографічні аспекти. — Чернівці : Рута, 2003. — 392 с. — ISBN 9665685988.
- Дорошенко Л. С. Демографія: Навчальний посібник. — К. : МАУП, 2005. — 112 с. — ISBN 966-608-442-2.
- Дубович І. А. Країнознавчий словник-довідник. — 5-те вид., перероб. і доп. — К. : Знання, 2008. — 839 с. — ISBN 978-966-346-330-8.
- Економічна і соціальна географія країн світу. Навчальний посібник / За ред. Кузика С. П. — Л. : Світ, 2002. — 672 с. — ISBN 966-603-178-7.
- Загальна медична географія світу / В. О. Шевченко [та ін.] — К. : [б.в.], 1998. — 178 с.
- Книш М. М., Мамчур О. І. Регіональна економічна і соціальна географія світу (Латинська Америка та Карибські країни, Африка, Азія, Океанія) : навч. посіб. — Л. : ЛНУ ім. Івана Франка, 2013. — 368 с. — ISBN 978-617-10-0007-0.
- Крисаченко В. С. Динаміка населення: Популяційні, етнічні та глобальні виміри. — К. : Видавництво Національного інституту стратегічних досліджень, 2005. — 368 с. — ISBN 966-554-083-1.
- Любіцева О. О., Мезенцев К. В., Павлов С. В. Географія релігій. — К. : АртЕК, 1999. — 504 с. — ISBN 966-505-006-0.
- Масляк П. О. Країнознавство. — К. : Знання, 2007. — 292 с. — (Вища освіта XXI століття)
- Масляк П. О., Дахно І. І. Економічна і соціальна географія світу / П. О. Масляк, І. І. Дахно ; за ред. П. О. Масляка. — К. : Вежа, 2003. — 280 с. — ISBN 966-7091-53-8.

### Російською
- (рос.) Гана // Демографический энциклопедический словарь / главн. ред. Валентей Д. И. — М. : Советская энциклопедия, 1985. — 608 с.
- (рос.) Гана // Африка: энциклопедический справочник [в 2-х тт.] / гл. ред. А. А. Громыко. — М. : Советская энциклопедия, 1986. — Т. 1. — 672 с.
- (рос.) Гана // Страны и народы. Африка. Западная и Центральная Африка / Редкол. : М. Б. Горнунг, Г. Б. Старушенко (отв. ред.) и др. — М. : «Мысль», 1979. — 301 с. — (Страны и народы) — 180 тис. прим.
- (рос.) Атлас народов мира / Отв. ред. С. И. Брук и В. С. Апенченко. — М. : ГУГК ГГК СССР и Институт этнографии им. Н. Н. Миклухо-Маклая АН СССР, 1964. — 185 с. — 20 тис. прим.
- (рос.) Численность и расселение народов мира. Этнографические очерки / под ред. С. И. Брука. — М. : Издательство АН СССР, 1962. — 487 с.
- (рос.) Лаппо Г. М. География городов: Учебное пособие для географических факультетов вузов. — М. : Туманит, изд. центр ВЛАДОС, 1997. — 476 с. — ISBN 5-691-00047-0.
- (рос.) Ягельский А. География населения. — М. : Прогресс, 1980. — 383 с.